# Grynet
Grynet (på svensk Madicken) er en svensk børnebog, der er skrevet af Astrid Lindgren i 1960. Det er første bog i serien om pigen Grynet som finder på mange spilopper og tit går på eventyr med sin lillesøster Lisbet.
Den svenske filmatisering har været vist på dansk børne-tv, under den svenske titel Madicken.
| Bog | Spire Denne artikel om bøger og tidsskrifter er en spire som bør udbygges. Du er velkommen til at hjælpe Wikipedia ved at udvide den. |